# Edna Ferber
Edna Ferber (ur. 15 sierpnia 1885 lub 1887 w Kalamazoo, zm. 16 kwietnia 1968 w Nowym Jorku) – amerykańska pisarka, autorka powieści, opowiadań i dramatów, laureatka Nagrody Pulitzera.

## Twórczość
- 1911 Dawn O'Hara
- 1913 Roast Beef, Medium
- 1914 Personality Plus
- 1915 Emma Mc Chesney and Co.
- 1917 Fanny Herself
- 1918 Cheerful - By Request
- 1919 Half Portions
- 1921 The Girls
- 1922 Gigolo
- 1924 So Big
- 1926 Show Boat, wyd. polskie Statek komediantów 1929[3]
- 1927 The Royal Family (z G.S. Kaufman)
- 1929 Cimarront, wyd. polskie Cimarront z Oklahomy, 1964[3]
- 1931 American Beauty, wyd. polskie Dziedzictwo amerykańskie, 1959[3]
- 1932 Dinner at Eight (z George’em S. Kaufmanem)
- 1933 They Brought Their Women
- 1935 Come and Get It
- 1926 Stage Door (z G.S. Kaufmanem)
- 1938 Nobody's in Town
- 1939 A Peculiar Treasure
- 1941 Saratoga Trunk
- 1941 No Room at the Inn
- 1941 The Land Is Bright (z G.S. Kaufmanem)
- 1945 Great Son
- 1945 Saratoga Trunk (z Casey Robinson)
- 1949 Bravo (powieść z G.S. Kaufmanem)
- 1952 Olbrzym - na podstawie tej powieści powstał film w reżyserii George`a Stevensa z Elizabeth Taylor i Jamesem Deanem w rolach głównych
- 1958 Ice Palace
- 1963 A Kind of Magic